# Михайловка (Залегощенский район)
Миха́йловка — деревня в Залегощенском районе Орловской области России. Входит в состав Золотарёвского сельского поселения.

## География
Деревня находится в центральной части Орловской области, в лесостепной зоне, в пределах центральной части Среднерусской возвышенности, к югу от реки Оптушка, на расстоянии примерно 29 км (по прямой) к западу от посёлка городского типа Залегощь, административного центра района. Абсолютная высота — 212 м над уровнем моря.

## Население
| 2010 |
| ---- |
| 17   |

Половой состав
По данным Всероссийской переписи населения 2010 года в гендерной структуре населения мужчины составляли 47,1 %, женщины — соответственно 52,9 %.
Национальный состав
Согласно результатам переписи 2002 года, в национальной структуре населения русские составляли 94 % из 33 чел.